# 오늘만은 수컷이고 싶어
"오늘만은 수컷이고 싶어"(영어: Fixed)는 2025년 공개된 미국의 성인 로맨틱 코미디 애니메이션 영화이다. 겐디 타타코프스키가 감독과 공동각본을 맡았다.